# Кшива-Гура (Опольське воєводство)
Кшива-Гура (пол. Krzywa Góra, нім. Blumenthal) — село в Польщі, у гміні Покуй Намисловського повіту Опольського воєводства.
Населення — 109 осіб (2011).

## Демографія
Демографічна структура станом на 31 березня 2011 року:
|          | Загалом | Допрацездатний вік | Працездатний вік | Постпрацездатний вік |
| -------- | ------- | ------------------ | ---------------- | -------------------- |
| Чоловіки | 55      | 13                 | 34               | 8                    |
| Жінки    | 54      | 15                 | 28               | 11                   |
| Разом    | 109     | 28                 | 62               | 19                   |